# Sakramentarium

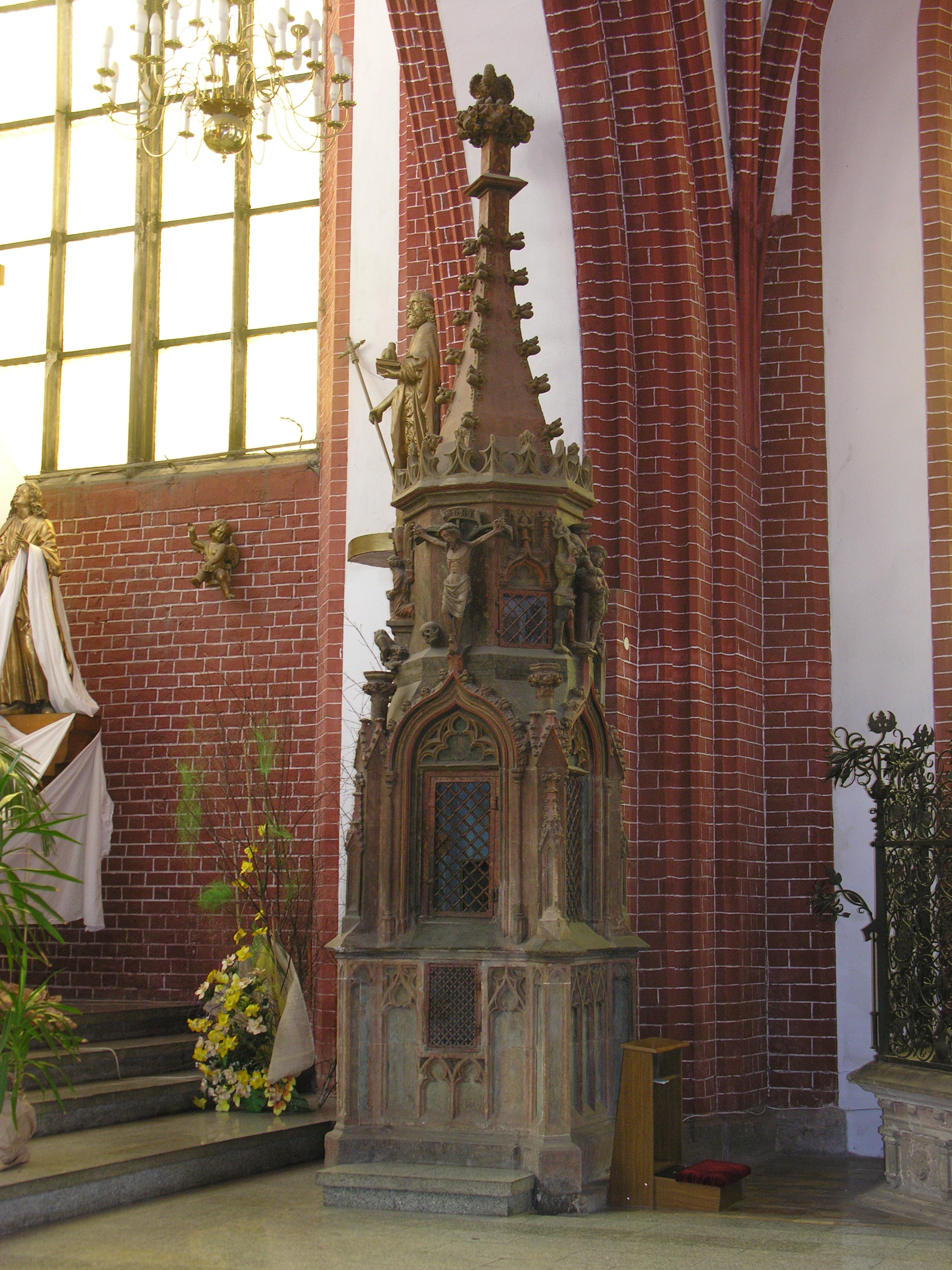
Sakramentarium w kościele św. Marii Magdaleny we Wrocławiu

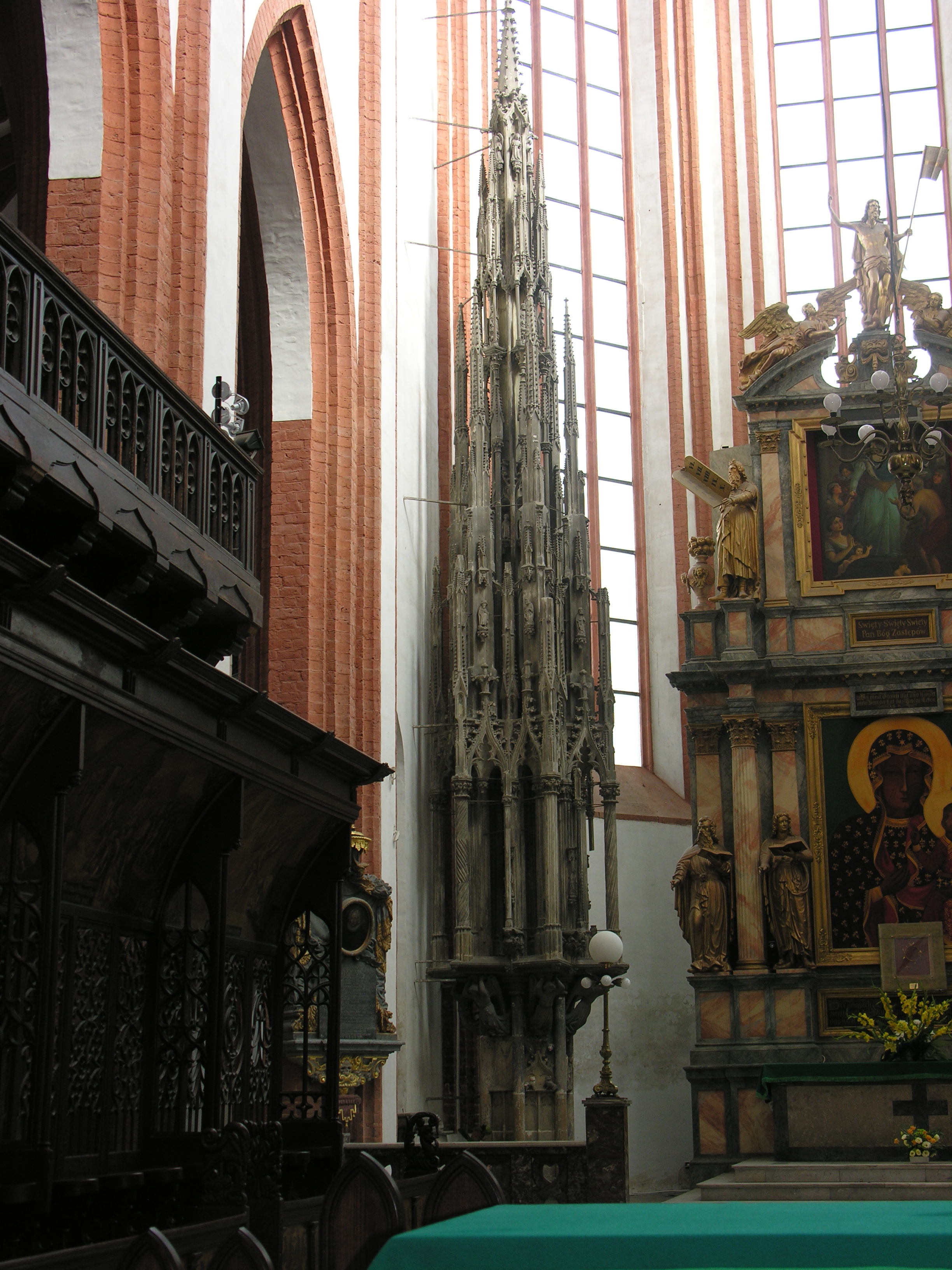
Sakramentarium w kościele św. Elżbiety we Wrocławiu

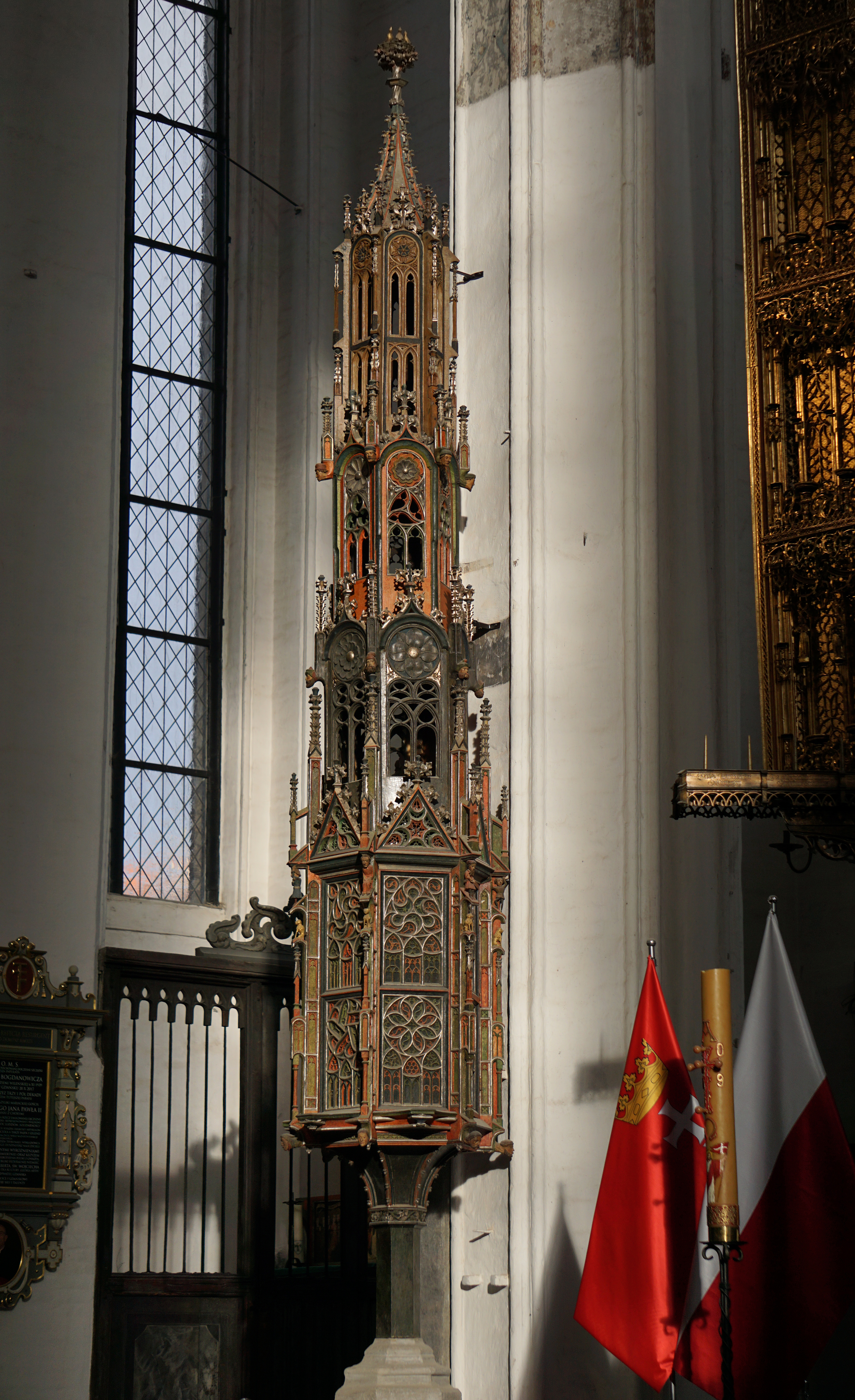
Sakramentarium w kościele Mariackim w Gdańsku, XV w.

Sakramentarium – specjalne pomieszczenie na Najświętszy Sakrament, pełniące podobną rolę co tabernakulum. Upowszechniło się w średniowieczu, a zwłaszcza w okresie gotyku.
Sakramentaria były częstokroć lokowane po lewej stronie (od strony nawy), tuż obok ołtarza głównego, który wówczas najczęściej przybierał formę retabulum i stanowiły integralną część prezbiterium kościoła. Sakramentaria były wznoszone w różnych formach. Początkowo powstawały w formie zamykanych nisz, oprawianych częstokroć dekoracją architektoniczną i rzeźbiarską. Od XIV stulecia przybierały kształt strzelistych wież, traktowane były jako świątynia w świątyni, dlatego też nadawano im bardzo wyszukaną formę.
Przykłady:
- Kościół św. Wawrzyńca w Norymberdze, dzieło Adama Krafta
- Katedra w Ulm
- Kościół Mariacki w Lubece
- Kościół klasztorny w Bad Doberan
- Kościół parafialny w Kolinie
- Kościół św. Jakuba w Lewoczy
- Katedra św. Elżbiety w Koszycach
- Kościół Świętych Piotra i Pawła w Strzegomiu
- Bazylika św. Jerzego w Ziębicach
- Bazylika Mariacka Wniebowzięcia NMP w Gdańsku
- Katedra św. Marii Magdaleny we Wrocławiu
- Bazylika św. Elżbiety we Wrocławiu, dzieło Jodokusa Tauchena, datowane na rok 1455.